# Hopetounia marginata
Hopetounia marginata är en fjärilsart som beskrevs av George Francis Hampson 1926. Hopetounia marginata ingår i släktet Hopetounia och familjen nattflyn. Inga underarter finns listade i Catalogue of Life.